# Ezio Robotti
Ezio Robotti (Vercelli, 9 gennaio 1943) è un politico italiano.

## Biografia
Ha iniziato a lavorare presso l'INAM di Vercelli, sua città natale, per poi fare carriera nella sanità pubblica piemontese quale dirigente, ricoprendo anche l'incarico di commissario delle ASL di Asti e di Verbania. È stato anche dirigente generale degli Ospedali valdesi.
Esponente del Partito Comunista Italiano a Vercelli, fu assessore all'urbanistica nella giunta presieduta dal sindaco Ennio Baiardi. Dal 1983 al 1985 fu sindaco della città. Nel 1985 e nel 1990 è stato rieletto consigliere comunale.
Dal 2014 al 2018 è stato presidente dell'Azienda Farmaceutica Municipale di Vercelli.